# Elisabeth von Matt

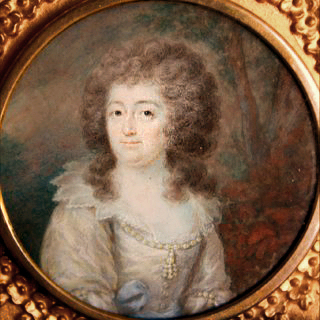
Elisabeth von Matt

Elisabeth von Matt, geborene Humelauer, auch bekannt als Elisabeth Freiin von Matt (getauft am 20. August 1762 in Wien; gestorben am 1. März 1814 ebenda), war eine österreichische Astronomin und Geodätin. Sie war zu Beginn des 19. Jahrhunderts die einzige Frau in der österreichischen Monarchie, deren astronomische Beobachtungen in Fachzeitschriften veröffentlicht wurden und dadurch überregionale Bedeutung erlangten.
Maria Firneis nennt sie deshalb auch Austria’s Baroque Lady of Astronomy.

## Leben

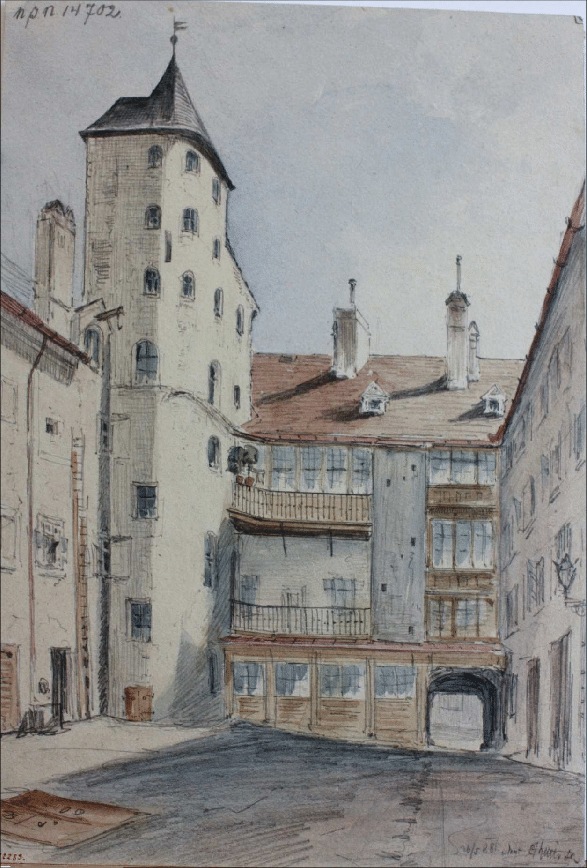
Das Stainhofersche Haus in der Schulerstraße in Wien: Wohnsitz mit Privatsternwarte

Im Taufbuch der Dompfarre zu St. Stephan in Wien ist am 20. August 1762 die Taufe von Maria Elisabeth Josepha Catharina Humlauer, Tochter von Ignaz Humelauer (auch Humlauer) und dessen Frau Elisabeth, eingetragen. Ihr Großvater väterlicherseits war Schneider, ihr Vater konnte als Leibarzt am Hof den Status der Familie verbessern. Er wurde 1760 nobilitiert und durfte sich dann „Edler von Humelauer“ nennen.
Über Elisabeths Kindheit und Jugend ist nichts bekannt. Als sie am 2. Oktober 1784 im Stephansdom Ignaz von Matt (1740–1814) heiratete, besaß sie auch eigenes Vermögen. Ihr Mann war Jurist und stammte aus Konstanz, am Hof wurde er als Kaiserlicher Rat geführt. 1793 erlangte er den Freiherrenstand. Der Altersunterschied von über zwanzig Jahren scheint ein Grund zu sein, dass Ignaz von Matt in manchen Quellen fälschlicherweise als ihr Vater oder Schwiegervater bezeichnet wird. Das Paar hatte drei Töchter: Maria Regina (geboren 1786), Karoline (Charlotte) (geboren 1788), Wilhelmine (geboren 1789). Zwei der Schwestern heirateten Brüder aus dem Hause Finck von Finckenstein.

### Wohnung, Literatursalon und Privatsternwarte, die „Specula Domestica“
Die Familie Matt hatte mehrere Besitztümer, sowohl in der Stadt als auch auf dem Land. Um 1793 erwarb Elisabeth von Matt ein Haus im 1. Wiener Gemeindebezirk; sie ist selbst als Eigentümerin eingetragen. Dieses Haus wurde nach einem frühen Eigentümer, einem Buchdrucker namens Stainhofer, auch das „Stainhofersche Haus“ genannt. Die Koordinaten ihres Hauses hatte sie selbst in Bezug zu der nahe gelegenen (alten) Universitätssternwarte bestimmt. Sie wurden dann im ersten von ihr verfassten Artikel, unter Mitwirkung von Johann Tobias Bürg, veröffentlicht: 48° 12′ 32″ N, 16° 22′ 40″ O, das entspricht etwa der heutigen Domgasse Nr. 3 in der Nähe des Stephansplatzes.
Eine andere heutige Adresse ergibt sich auf Grundlage der Aufzeichnungen der Zeitgenossin und Schriftstellerin Caroline Pichler. Sie nennt die Hausnummer 874 als Wohnsitz Elisabeth von Matts. Dieses Gebäude stand auf der heutigen Adresse Schulerstraße 18, Ecke Kumpfgasse.
Ein am 28. Mai 1794 in der Wiener Zeitung veröffentlichtes Verzeichnis gibt wiederum die Hausnummer 940 an.
Das Obergeschoß des Hauses ließ Elisabeth von Matt zu einem Turm ausbauen, den sie selbst „Specula Domestica“ nannte, ihre private Sternwarte. Sie war teilweise besser ausgerüstet als die der damaligen Universität, sodass der Astronom Tobias Bürg viele Messungen auf diesem Observatorium machte.
Für die gehobene Gesellschaft Wiens führte von Matt einen Salon, in dem wöchentliche Lesungen stattfanden. Sie pflegte regen Austausch mit gebildeten Kreisen, u. a. mit den Philosophen Friedrich Schlegel und Adam Müller, mit Joseph Hammer-Purgstall, Joseph von Hormayr und den Astronomen Wiens sowie der (eher konservativen) Schriftstellerin Caroline Pichler, die sie als „eine sehr gebildete, sogar gelehrte Dame“ () bezeichnete. Wegen der Kontakte Elisabeth von Matts zu Freimaurern und Jakobinern stellte Pichler aber den Kontakt zu ihr ein.
Elisabeth von Matt starb am 1. März 1814 im 52. Lebensjahr in ihrem Haus in der Großen Schulerstraße Nr. 874 in Wien an Brustwassersucht. Ihr Mann starb wenige Monate nach ihr im Alter von 74 Jahren. Das Haus wurde an die Töchter und Enkel vererbt. Bevor es 1896 abgerissen wurde, entstand die Skizze von Emil Hütter.

### Astronomische und geodätische Tätigkeiten
Für astrogeodätische Untersuchungen erwarb Elisabeth von Matt hochwertige Instrumente, dazu gehörten ein zehnzölliger Spiegelsextant von Edward Troughton, ein Arnold-Chronometer Nr. 59, das von Anton Pilgram in Gold gefasst worden war, sowie weitere Teile aus dem Nachlass des Wiener Astronomen Maximilian Hell (1720–1792). Um Positionen genau bestimmen zu können, suchte Baronin Matt Hilfe beim damaligen Direktor der Universitätssternwarte Wien, Franz de Paula Triesnecker. Dieser verwies sie an seinen Assistenten und späteren Nachfolger Johann Tobias Bürg, mit dem sie dann Zeit ihres Lebens eine enge Freundschaft verband. Sie war gutsituiert und unterstützte seine Tätigkeiten, Bürg half ihr im Gegenzug bei der Veröffentlichung ihrer Arbeiten.
Ab August 1804 gibt es Berichte von Beobachtungen, die in ihrer Privatsternwarte durchgeführt wurden, als Erstes von den kurz zuvor entdeckten Asteroiden Pallas und Juno. Um 1806 bestellte sie bei dem Münchner Optiker, Instrumentenbauer und Hauptmann Georg von Reichenbach einen Refraktor, ein größeres Teleskop. Um die Zeit bis zu dessen Ankunft sinnvoll zu nützen, beschäftigte sie sich mit Positionsastronomie. Auf ihren Reisen zum Zwecke von Besuchen und Kuraufenthalten nahm sie die kleineren Instrumente mit und bestimmte – häufig zusammen mit Bürg – geografische Koordinaten, wie z. B. die geografische Breite von Elbogen in Böhmen oder die genaue Ortsbestimmung von Bruck an der Leitha (1810).
Anhand der Bedeckung des Sternes Omega1 Tauri durch den Mond am 31. März 1808 konnte Elisabeth von Matt auch die Längengrade von Wien und Baden berechnen. Sie war auch die einzig bekannte Beobachterin der Bedeckung des Aldebaran durch den Mond am 18. September 1810 in Bruck an der Leitha und veröffentlichte die Daten. Sternbedeckungen durch den Mond waren damals nicht nur für Längenbestimmungen wichtig, sondern auch zur genauen Bestimmung der Mondbahn.
Im Auftrag der französischen Regierung nahmen sie und Bürg an der Triangulierung der damals französischen Oberpfalz teil (1808). Bei ihren Reisen und Unternehmungen lernte sie namhafte Astronomen kennen und pflegte regen Briefwechsel, z. B. mit Franz Xaver von Zach, dem Direktor der Sternwarte Seeberg, und Johann Pasquich, dem Direktor der Sternwarte in Buda (deutsch Ofen). Mit Bürgs Hilfe wurden ihre Beobachtungen in Johann Elert Bodes Berliner Astronomischem Jahrbuch und in der von Franz Xaver von Zach herausgegebenen Monatliche[n] Correspondenz zur Beförderung der Erd- und Himmelskunde veröffentlicht, anfangs unter Bürgs Namen, schon bald aber – damals für Frauen ungewöhnlich – unter ihrem eigenen Namen.
Sieben Jahre lang wartete sie auf den Erhalt des in Deutschland bestellten Teleskops, es war für ihr Sommerdomizil in Brunn am Gebirge gedacht. In einigen Briefen beklagte sie die wohl durch den Krieg verursachte verzögerte Auslieferung. (Es war die Zeit der Napoleonische Kriege, Wien war durch französische Truppen besetzt). 1809 schrieb sie an Reichenbach: „[E]r möge nicht glauben, dass der Lärm der Waffen ihre Leidenschaft für die Edle Wissenschaft, die Astronomie, bremsen könnte.“
Als das Teleskop 1813 endlich ankam, konnte sie nur mehr dessen gute Qualität bewundern. Gesundheitlich war sie bereits zu geschwächt, um noch damit zu arbeiten. Nach ihrem Tod 1814 setzte Bürg die Veröffentlichung ihrer Arbeiten bis zu seinem beruflichen Rückzug 1827 fort.
Die meisten der Geräte Elisabeth von Matts wurden später unter Joseph Johann von Littrow für die Universitätssternwarte Wien erworben. Der Spiegelsextant von Troughton befindet sich heute im Besitz des Museums der Universitätssternwarte Wien.

## Würdigung und Rezeption
Johann Tobias Bürg würdigte seine besondere Beziehung zu Elisabeth von Matt in einem öffentlichen Brief:

„Dieser Verlust fällt mir sehr schmerzlich, da ich seit 10 Jahren ununterbrochen in freundschaftlichen Verhältnissen mit ihr gelebt habe, und sie die einzige Frau war, mit der ich hier noch seit der Zeit einige Verbindung unterhielt, seitdem mich das harte Unglück getroffen hat, taub zu werden.“

Im Nachruf von Johann Elert Bode heißt es:

„Am 1. März d. J. starb zu Wien, die Frau Elisabeth, Reichsfreyin von Matt. Die astr. Beschäftigungen dieser würdigen Dame sind auch durch meine astron. Jahrbücher rühmlichst bekannt geworden, und Sie verdient unter den Frauen, die die Sternkunde getrieben, einen ehrenvollen Platz. Sie hat eine sehr schätzbare Sammlung astronomischer
Instrumente hinterlassen, die bereits, größtentheils zu Wien, verkauft worden“

Im Biografischen Lexikon schreibt Wurzbach:

„Seine Tochter Elisabeth gehört aber zu der kleinen Zahl der gelehrten Frauen Oesterreichs, war Besitzerin einer Privat-Sternwarte in Wien“

Der österreichische Botaniker Josef August Schultes benannte 1809 ihr zu Ehren eine Art der Gattung der Hundszungen Cynoglossum Mattia.
Der am 24. September 1960 entdeckte Asteroid 9816 wurde auf Vorschlag von Hermann Haupt aus Graz nach der Astronomin von Matt benannt. Er ist als Asteroide (9816) von Matt gelistet.

## Veröffentlichungen
- (Johann Tobias Bürg): Sequentes observationes ab eodem habitae sunt in specula domestica L. B. de Matt, cujus latitudo 48°12′32″, longitudo 1/3 secundi in tempore aedibus Universitatis occidentalior, tubo achromatico ope micrometri orbicularis. In: Ephemerides Astronomicae Anni 1806 ad Meridianum Vindobonensem. Wien 1805, S. 356–357.
- Beobachtete Sternbedeckungen durch den Mond 1805. In: Johann Elert Bode (Hrsg.): Astronomisches Jahrbuch für das Jahr 1809. 1806, S. 125–126.
- Aus zweyen Schreiben der Frau Reichsfreyin von Matt, in Wien. Vom 7. Nov. 1807. In: Johann Elert Bode (Hrsg.): Astronomisches Jahrbuch für das Jahr 1811. 1808, S. 259–261.
- Längen- und Breiten-Bestimmungen dreier Örter im Unterösterreichischen, von der Frau Elisabeth Reichsfreyin von Matt in Wien, unterm 7. Aug. 1809 eingesandt. In: Johann Elert Bode (Hrsg.): Astronomisches Jahrbuch für das Jahr 1812. 1809, S. 222–225.
- Geographische Ortsbestimmung des Schneeberges im Fichtelgebirge und einiger anderer Örter. In: Franz Xaver Zach (Hrsg.): Monatliche Correspondenz zur Beförderung der Erd- und Himmelskunde. Band 21, 1809, S. 120–131.
- Geographische Ortsbestimmung der Kreisstadt Elnbogen in Böhmen, unweit Carlsbad, durch Beobachtungen der Frau Baronesse von Matt. In: Franz Xaver Zach (Hrsg.): Monatliche Correspondenz zur Beförderung der Erd- und Himmelskunde. Band 22, 1810, S. 276–277.
- Auszug aus einem Schreiben der Frau Baronesse von MATT. (Wien, am 24. Dec. 1810). In: Franz Xaver Zach (Hrsg.): Monatliche Correspondenz zur Beförderung der Erd- und Himmelskunde. Band 23, 1811, S. 293–296.
- Beobachtung der Bedeckung des Cnc am 10. Mai 1810 in Bruck a. d. Mur und Tau am 31. März 1808 in Baden. In: Franz Xaver Zach (Hrsg.): Monatliche Correspondenz zur Beförderung der Himmelskunde 23. 1811.
- Längen- und Breiten-Bestimmungen einiger Örter im Österreichschen, nebst beobachtete Sternbedeckungen, von der Frau Elisabeth, Reichsfreyin von Matt, aus einem Schreiben Derselben. datirt Wien d. 31. Jul. 1811. In: Johann Elert Bode (Hrsg.): Astronomisches Jahrbuch für das Jahr 1814. 1811, S. 222–225.
- Aus einem Schreiben der Frau Reichsfreyin von Matt in Wien, vom 3ten März 1813. In: Johann Elert Bode (Hrsg.): Astronomisches Jahrbuch für das Jahr 1816. 1813, S. 251.